# برنيس موريسون
برنيس موريسون (بالإنجليزية: Bernice Morrison) هي فاعلة خير أمريكية، ولدت في 1857، وتوفيت في 1947.